# CDC 160A

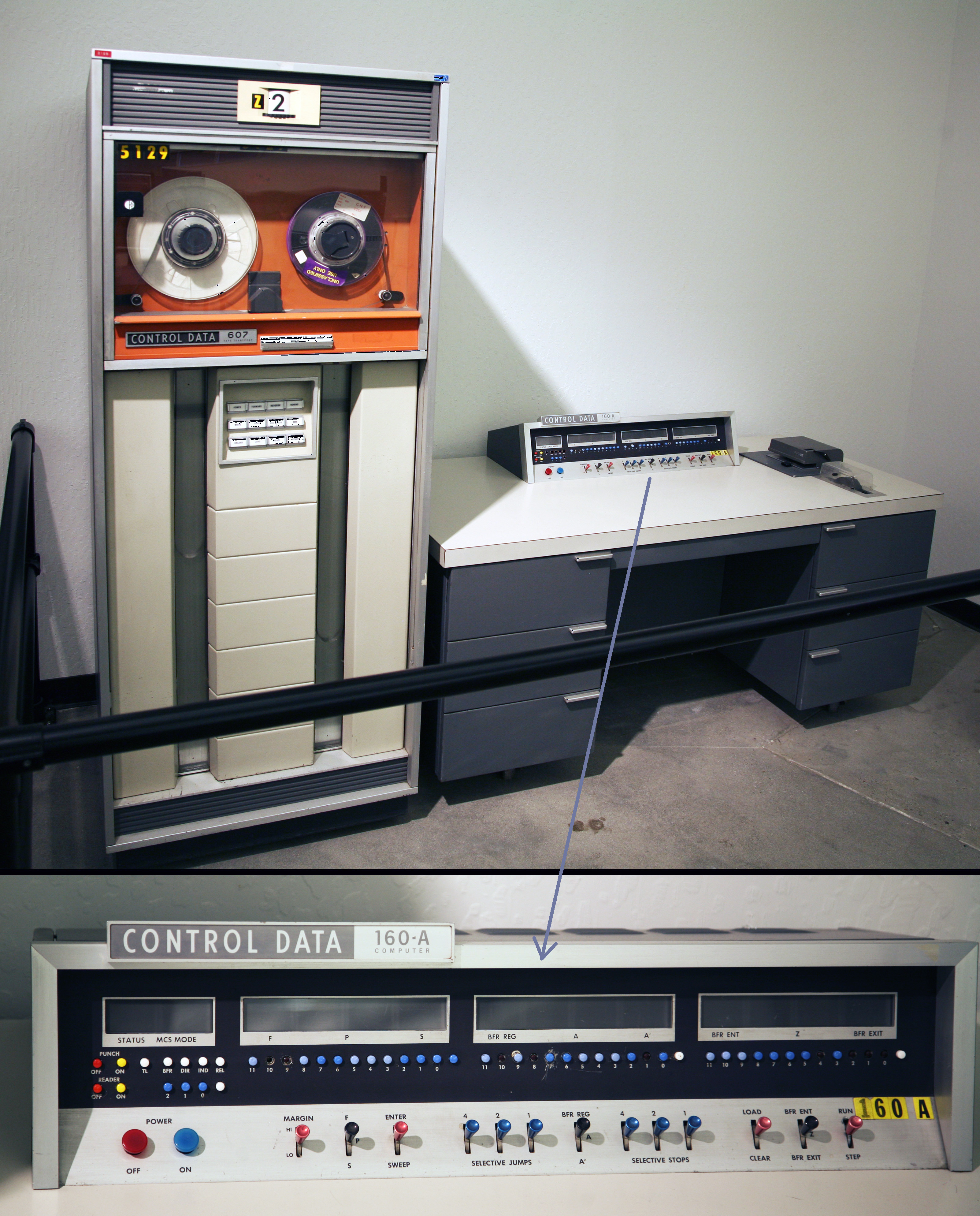
CDC 160-A.

Il CDC 160 e CDC 160-A erano dei minicomputer a 12 bit sviluppato dalla Control Data Corporation tra la fine degli anni cinquanta e l'inizio degli anni sessanta. Il 160 venne progettato da Seymour Cray in tre giorni durante un lungo fine settimana e l'architettura derivava da quella dei processori di I/O del sistema CDC 1604.
L'architettura del 160 venne modificata per formare i processori periferici (PP) della serie di mainframe CDC 6000. Buona parte delle istruzioni del 160 rimase immutate nei processori periferici. Tuttavia alcune componenti vennero modificate per gestire i canali dati della serie 6000 e per supervisionare l'elaborazione dei processori. Nella prima fasi dello sviluppo dell'architettura 6000 i processori PP eseguivano l'intero sistema operativo. Questo permetteva di liberare i processori dall'elaborazione del sistema operativo lasciandoli liberi di eseguire i programmi degli utenti.
NCR vendette sotto licenza i sistemi 160A durante buona parte degli anni 60.